# 4 Heures de Tsukuba 1984
Les 4 Heures de Tsukuba  1984, disputées le 1er juillet 1984 sur le Circuit de Tsukuba, ont été la première édition de cette épreuve et la deuxième manche du Championnat du Japon de sport-prototypes 1984.

## La course

### Classement de la course
Voici le classement officiel au terme de la course,.
- Les premiers de chaque catégorie du championnat du monde sont signalés par un fond jaune.
- Pour la colonne Pneus, il faut passer le curseur au-dessus du modèle pour connaître le manufacturier de pneumatiques.
- Les voitures ne réussissant pas à parcourir 75% de la distance du gagnant sont non classées (NC).

## Pole position et record du tour
- Pole position : ...
- Meilleur tour en course : ...

## À noter
- Longueur du circuit : 2,045 km
- Distance parcourue par les vainqueurs : 474,440 km